# سیارک ۸۴۹۹۶
سیارک ۸۴۹۹۶ (به انگلیسی: 84996 Hortobagy، نامگذاری:2003YW110) هشتاد و چهار هزار و نهصد و نود و ششمین سیارک کشف شده‌است که در ۲۶ دسامبر ۲۰۰۳ کشف شد.